# 2e millennium v.Chr.
Het tweede millennium v.Chr. loopt vanaf 2000 tot 1001 v.Chr.

## Gebeurtenissen in de middenbronstijd

### Midden-Oosten
- De oud-Assyrische periode (ca. 2000–1756 v.Chr. is de eerste bloeiperiode van het Assyrische Rijk.  Het omvat Noord-Mesopotamië en Oost-Syrië.
- 1830-1595 v.Chr. : Oud-Babylonische Rijk. De eerste codificatie van het recht komt tot stand: de Codex Hammurabi.
- 1595 v.Chr. (middenchronologie) De Hettieten verwoesten Babylon. Er volgt een chaotische tijd. De Kassieten nemen de macht over en stichten Karduniaš
- De Hurrieten stichten het rijk van Mitanni. Assyrië is aanvankelijk hun vazal. Het Hettitische Rijk, Mitanni en Egypte strijden om de macht in Syrië
- Ca. 1270 Mitanni wordt door de opstandige Assyriërs en de Hettieten vernietigd. Stichting van de Hettitische en Assyrische vazalkoninkrijken Karchemisj en Hanigalbat
- Ca. 1400-1200 v.Chr.  Zarathustra, profeet en grondlegger van het zoroastrisme
- Ca. 1177 Einde van de bronstijd en de brandcatastrofe. Een golf van vernieling overspoelt het Midden-Oosten. Het Hettitische Rijk valt.

### Centraal-Azië
- Andronovocultuur. De strijdwagen met spaken wordt aan hen toegeschreven.

### Middellandse Zee
- De Cycladische kunst wordt langzaam verdrongen door de Minoïsche kunst uit Kreta.
- De Minoïsche beschaving is gebaseerd op de handel in brons met de landen rond de Middellandse Zee. In de bronstijd betekent dit een economische kernactiviteit.
- De Kretenzers zijn geen Indo-Europeanen. Hun taal, die ook geen Indo-Europese taal is, wordt in de eerste helft van het tweede millennium voor Christus in schriftelijke vorm weergegeven met behulp van een hiëroglyfisch schrift. Dit schrift ontwikkelt zich rond de 18e-17e eeuw v.C. tot het Lineair A, het schriftsysteem dat tot circa 1450 v.C. in het gebied van de Egeïsche Zee de meeste invloed heeft.
- Na ca. 1900 v.Chr. beginnen de Griekse stammen, die samen de Achaeërs worden genoemd, een Grieks volk te vormen. Zij bereiken voor 1600 v.Chr. het schiereiland de Peloponnesos en onderwerpen de oorspronkelijke voor-Griekse bevolking. De Achaeërs nemen wel veel van de oorspronkelijke bewoners over.

### Europa
Aan het begin van de Bronstijd in Europa zet zich het gebruik van wol door. Daarvoor werd textiel uitsluitend uit plantenvezels, met name vlas, gemaakt. Wol leidt tot luxueuze, confortabele en kleurrijkere kleding, en mede door de arbeidsintensieve productie wordt wol een begeerde handelswaar.

### Lage Landen
De wikkeldraadbekercultuur is de eerste bronstijdcultuur in de Lage Landen en Westfalen. Omdat de grondstoffen voor de bronsindustrie ingevoerd moeten worden en Nederland buiten de belangrijke handelsroutes ligt, is het een achtergebleven gebied. Toch is er met name in het noorden een bescheiden eigen bronsindustrie die Ierse invloeden vertoont.

### Natuur en techniek
- ca. 1900 v.Chr. : De Ghaggar-Hakrarivier verandert van koers, dit betekent het einde van de oude Indusbeschaving.

De eerste zonnewijzers verschijnen in Egypte, Babylon en China.

### Sport en spel
Het oudstbekende bordspel Honden en jakhalzen verbreidt zich vanuit de Kaukasus en Egypte naar andere streken in het Nabije Oosten.

## Gebeurtenissen in de late bronstijd
De overgang van de midden- naar de late bronstijd krijgt de naam tussenperiode, die gepaard gaat met een enorme migratie.

### Indisch subcontinent
- Komst van de Indo-Ariërs of de Vedische tijd. De bevolking van Noord-Indië wordt grotendeels onderworpen door de Indo-Europese Ariërs die vanuit hedendaags Afghanistan het subcontinent binnendringen en zich mengen met de oorspronkelijke bevolking.

### Mesopotamië
- De Kassieten veroveren Babylon en zullen het land zo'n 438 jaar overheersen.
- 1500-1300 v.Chr. : De Mitanni verdrijven de Kassieten.
- ca. 1300-1050 v.Chr. : Midden-Assyrische Rijk.

### Oude Egypte
- Na de Hyksos komt het Nieuwe Rijk
- oud-Egyptische muziek is typisch iets voor vrouwen. De muziek die door cheners wordt gespeeld, is meestal vrij eenvoudig. Over het algemeen wordt er veel geklapt, en klinkt er slechts één muziekinstrument (vaak een sistrum, aulos of harp. Er wordt wel gezongen, in de vorm van een hymne, de hymne voor Aton bijvoorbeeld.

### Midden-Oosten
- Komst van de Hettieten.
- Troje
- In de tweede helft van het tweede millennium v.Chr. wordt de stad
- Ugarit de belangrijkste havenplaats in de Levant.

### Iran
- Komst van de Hurrieten.

### Griekenland
- Myceense beschaving volgt de Minoïsche beschaving op.
- Komst van de Doriërs.

## Einde bronstijd
- Ondergang van het internationale systeem aan het einde van de Late Bronstijd.

## Azië
- Austronesische landbouwers koloniseren vanuit de Filipijnen de Indonesische archipel, waarbij zij mogelijkerwijs de voordien hier van de jacht levende Papoeïde of Negrito bevolking assimileren.

## Amerika
- Tijdens de formatieve periode ontwikkelen de landbouw, de pottenbakkerij en de weverij zich en ontstaan de eerste permanente nederzettingen.
- De Olmeken en de Mokoya in Midden-Amerika gaan de bonen van de Theobroma gebruiken om medicinale dranken te brouwen.

<< · 20e · 19e · 18e · 17e · 16e · 15e · 14e · 13e · 12e · 11e · >>
<<< · 10e · 9e · 8e · 7e · 6e · 5e · 4e · 3e · 2e · 1e · "0" · 1e · 2e · 3e · 4e